# Hylocomium megaptilum
Hylocomium megaptilum là một loài Rêu trong họ Hylocomiaceae. Loài này được (Sull.) Kindb. mô tả khoa học đầu tiên năm 1897.